# Limaria hians
Espèce
La Lime baillante (Limaria hians) est une espèce de bivalve de la famille des Limidae appartenant au genre Limaria.

## Description
La Lime baillante mesure environ 4 cm, et est de forme ovale, rétrécie au niveau de la charnière. Les deux valves qui constituent la coquille sont de forme identique. La coquille est blanche à brun clair, et sa surface présente des stries qui donnent à ses bords un aspect dentelé. Les deux valves ne se rejoignent pas parfaitement, et laissent un espace. De nombreux tentacules orange à rouge de 2 à 3 cm s'échappent sur tout le pourtour du manteau.

## Habitat et répartition
La Lime baillante vit principalement sous les roches, sur des fonds marins constitués de sable grossier ou dans des herbiers marins de Posidonies. On la rencontre dans des eaux allant de 3 à 300 mètres de profondeur dans l'océan Atlantique de la Norvège aux Açores, ainsi que dans la Manche et la Méditerranée. Elle est également présente en Atlantique ouest à proximité des Caraïbes.

## Comportement

### Alimentation
La lime bâillante est un animal filtreur microphage, c'est-à-dire qu'il elle se nourrit de tout petits éléments (plancton notamment) qu'elle collecte à l'aide de ses tentacules.

### Reproduction
Les sexes sont séparés chez les bivalves. Les gamètes sont libérés et fécondés dans le milieu aquatique. Les femelles sécrètent une substance appelé fertilisine qui déclenche l’éjaculation des mâles. Le jeune est une larve planctonique qui va devenir un petit bivalve à partir d'un mois.

### Réaction face à un prédateur
La Lime baillante peut se prémunir d'un danger en se protégeant avec de petites pierres qu'elles collecte grâce à son byssus. Elle peut également fuir rapidement devant une menace en claquant ses valves pour expulser de l'eau et en agitant ses tentacules.

## Autres dénominations de l'espèce
L'espèce est connue sous diverses autres dénominations qui ne sont toutefois pas valides parmi lesquelles :
- Lima hians Gmelin, 1791
- Lima linguatula Lamaeck 1819
- Lima tenera  Turton 1825
- Lima laevigata  Risso 1826
- Lima vitrina  Brown 1827
- Lima aperta  Sowerby G B II 1843